# Producción televisiva

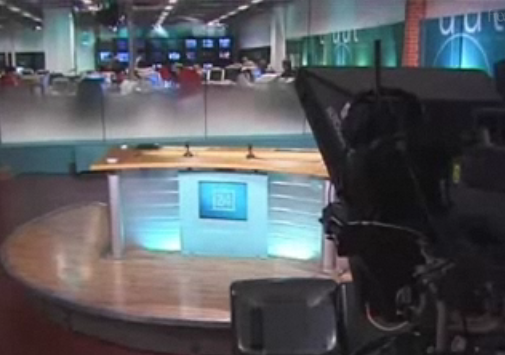
Antiguo Studio24 de Yle, radiotelevisión finlandesa. (1999-2007)

La producción televisiva es el conjunto de actividades necesarias para crear y filmar un programa de televisión.
La producción se forma de:
- Realizar la selección y contratación del director, ayudantes, escritores y guionistas, creativos y actores,
- Dirección creativa del programa
- Desarrollo del concepto del programa
- Coordinar la preparación del guion
- Pulir el guion
- Planificación, entrevistas y selección de los actores
- Contratación de técnicos de la filmación: sonido, imagen, vestuario, escenografía
- Coordinación del proceso de filmación o grabación
- Coordinación del proceso de edición

Estas tareas se dividen en tres grandes etapas preproducción, producción y postproducción.

## Preproducción
La preproducción comprende la elaboración del guion, la selección y contratación del personal técnico y de los actores, la elaboración de los títulos y gráficos que permiten definir el estilo del programa. Durante esta etapa se crea la escenografía, se elaboran los decorados, se disponen los equipos de iluminación, de sonido y los equipos necesarios para realizar la grabación. Además se elabora un plan que ayuda a la coordinación, en el cual se incluyen todos lo que intervendrá en la grabación de forma que todas las personas trabajen de manera coordinada.

## Producción y grabación
La producción comprende la grabación del programa y los procesos necesarios para que la misma se realice en forma apropiada, incluidas las pruebas de los equipos de sonido, iluminación e imagen y los ensayos de los diálogos de los actores. También se analiza el desplazamiento de los actores por la escenografía y los sitios y tomas a realizar, la parte final de esta etapa es la grabación del programa.

## Postproducción
La postproducción comprende todas las tareas posteriores a la grabación. Para ello durante el proceso de edición se seleccionan las tomas, se las compagina y ponen en orden de forma de producir el relato y secuencia que desea el director, y se agrega la sonorización. Se agregan los títulos y créditos a los miembros del equipo que realizaron el programa.